# Tomo Morimoto

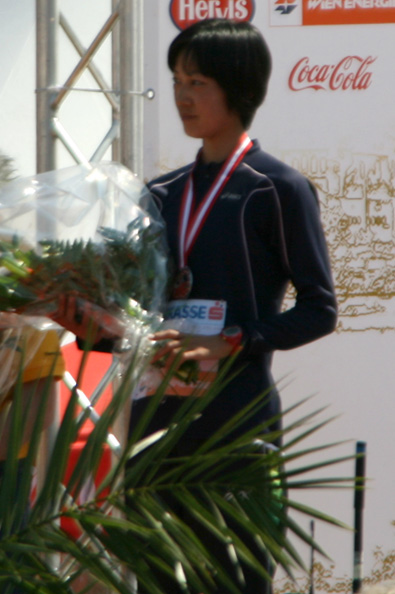
Tomo Morimoto (Vienna City Marathon 2008)

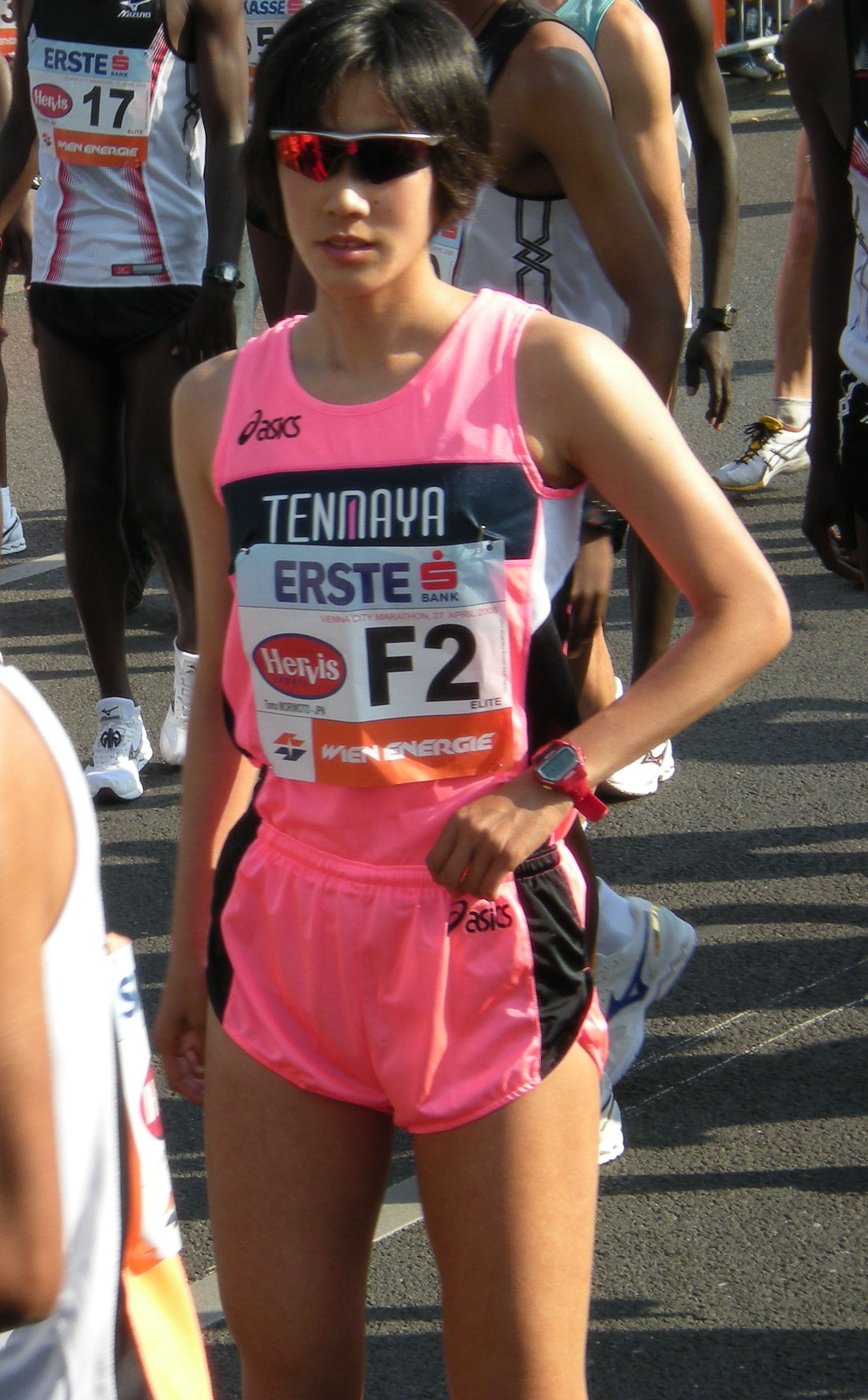
Morimoto kurz vor dem Start zum Vienna City Marathon 2008

Tomo Morimoto (jap. 森本 友 Morimoto Tomo; * 27. Dezember 1983 in Shisō, Präfektur Hyōgo) ist eine ehemalige japanische Marathonläuferin.
2004 wurde sie Zehnte beim San’yō-Straßenlauf. 2006 wurde sie Fünfte des Osaka Women’s Marathon in 2:27:46 h bei ihrem Debüt über diese Strecke. Beim Vienna City Marathon siegte sie in 2:24:33 und blieb dabei nur knapp über dem Streckenrekord. 2007 wurde sie Zwölfte in Osaka und konnte verletzungsbedingt nicht erneut in Wien antreten.
Im Jahr darauf belegte sie in Osaka als beste Japanerin den zweiten Platz in 2:25:34, musste aber bei der Auswahl für die Olympischen Spiele 2008 in Peking Yurika Nakamura den Vortritt lassen. Sie startete stattdessen erneut in Wien und wurde dort Zweite.
2009 wurde sie Achte beim London-Marathon, 2010 Dritte beim Berlin-Marathon, 2011 siegte sie beim Hokkaidō-Marathon. Im April 2012 trat sie vom Leistungssport zurück.
Tomo Morimoto ist 1,64 m groß, wiegt 53 kg und startete für das Firmenteam des Warenhauses Tenmaya.

## Persönliche Bestzeiten
- 10.000 m: 32:55,75 min, 18. Mai 2008, Miyoshi
- Halbmarathon: 1:12:05 h, 28. Januar 2007, Osaka (Zwischenzeit)
- Marathon: 2:24:33 h, 7. Mai 2006, Wien